# Volby do Zastupitelstva města Tábora 1932
Volby do Zastupitelstva města Tábora 1932 proběhly 4. prosince 1932 a odvolilo celkem 9449 voličů.
Volby s velkým náskokem vyhrála Československá strana národně socialistická, pro níž hlasovalo více než 40 % voličů a která si polepšila o 7 mandátů. K národním socialistům se přesunula velká část levicových voličů, což se projevilo propadem sociálních demokratů a komunistů. Na druhém místě skončili národní demokraté s pěti mandáty. V zastupitelstvu ještě usedli lidovci, živnostníci, Národní liga, agrárníci a domkáři.
Ve funkci starosty byl potvrzen národní socialista Václav Soumar, který již v předchozím volebním období zahájil rozsáhlé investice do rozvoje města a sociální kapitoly, což se podepsalo na vynikajícím volebním výsledku ČSNS. Po volbách byl na ustavujícím zastupitelstvu 9. ledna zvolen prvním náměstkem P. Fridrich (ČSL) a druhým náměstkem Josef Kroc (ČŽOSS). Z ostatních radních byli 4 národní socialisté, 2 národní demokraté a po jednom sociálním demokratovi, komunistovi a živnostníkovi.

## Výsledek voleb
|                           |                                                                |       |       |       |         |         |
| Strana                    | Strana                                                         | Hlasy | Hlasy | Hlasy | Mandáty | Mandáty |
| Strana                    | Strana                                                         | Počet | %     | ±     | Počet   | ±       |
|                           | Československá strana národně socialistická                    | 3 465 | 40.2  | +19.5 | 15      | +7      |
|                           | Československá národní demokracie                              | 1 294 | 15.0  | +3.5  | 5       | +1      |
|                           | Československá sociálně demokratická strana dělnická           | 850   | 9.9   | -6.3  | 3       | -3      |
|                           | Komunistická strana Československa                             | 810   | 9.4   | -5.2  | 4       | -1      |
|                           | Československá strana lidová                                   | 783   | 9.1   | -2.9  | 3       | -2      |
|                           | Československá živnostensko-obchodnická strana středostavovská | 744   | 8.6   | +0.9  | 3       | ±0      |
|                           | Národní liga                                                   | 258   | 3.0   | nová  | 1       | +1      |
|                           | Republikánská strana zemědělského a malorolnického lidu        | 217   | 2.5   | +0.2  | 1       | ±0      |
|                           | Strana domkářů                                                 | 200   | 2.3   | -1.9  | 1       | ±0      |
| Neplatné hlasy            | Neplatné hlasy                                                 | 95    | 1.1   | –     | –       | –       |
| Celkem                    | Celkem                                                         | 8 717 | 100   | –     | 36      | –       |
| Registrovaní voliči/účast | Registrovaní voliči/účast                                      | 9 413 | 92.6  |       |         |         |
| Zdroj:                    |                                                                |       |       |       |         |         |